# Moulay Bousselham
Moulay Bousselham  (en arabe : مولاي بو سلهام) est une station balnéaire au Maroc, située dans la région de Rabat-Salé-Kénitra à mi-chemin entre Rabat et Tanger (100 km de chaque ville).
La côte atlantique de Moulay Bousselham se divise en deux  plages principales : « Hawaï » et « 3e piscine ».

## Histoire
Moulay Bousselham tire son nom de son saint patron (des milliers de personnes viennent se recueillir chaque année dans ce village). D'après une croyance populaire, Moulay Bouselham, « homme au selham » — « homme à la cape » — était venu d'Égypte avant de se fixer aux abords de la Merja Zerga. Il est mort lors de la bataille de Bataille des Trois Rois en 1578 à Oued al-Makhazin. D'autres saints se sont installés dans la région et aujourd'hui pas moins de sept peuvent être comptés dispersés dans le village.

## Écologie
La Merja Zerga, voisine, est un milieu lagunaire qui constitue la plus importante zone humide marocaine en tant que site d'escale et d'hivernage de nombreux oiseaux migrateurs. C'est l'unique zone humide tidale en Afrique du nord-ouest. Les oiseaux migrateurs viennent majoritairement d’Europe et notamment de la Camargue. L'humidité de la lagune favorise la prolifération de nombreux insectes et essentiellement de moustiques. Le site est une réserve naturelle inscrite sur la « liste des sites RAMSAR » et reconnue comme zone humide d'importance internationale. Le site grand de 20 000 ha abrite plus de 100 espèces d'oiseaux d'eau et 190 espèces végétales. La côte atlantique se divise en deux magnifiques plages : « Hawaï » et « 3e piscine »

Site reconnu par sa richesse naturelle, il est malheureusement de moins en moins fréquenté par le tourisme étranger. Le manque d'entretien, la prolifération de déchets et l'insécurité en sont la cause.

## Démographie
Durant l'année, la population de la ville varie entre 14 000 et 20 000 personnes depuis 2008. Durant les trois mois d'été : juin, juillet et août, la population de cette petite ville de pêcheurs monte à près de 150 000 personnes.

## Tourisme
Le tourisme est la première manne économique de la ville. Plusieurs sites de vacances y sont implantés dont le site touristique Flamants-Loisirs.

## Agriculture
Moulay Bousselham est réputée pour sa production de fraises qui sont exportées dans le monde entier pour leur qualité.  La fraise précoce de Moulay Bousselham est exportée en Europe et en Amérique à partir du mois du décembre. Chaque année (souvent au début de mois de mars) se déroule à Moulay Bousselham le festival de la fraise. Moulay Bousselham est aussi la première région agricole du Maroc pour la production de l'avocat variétés "Hass" et "Bakom". Moulay Bousselham est aussi une région de production de myrtilles.

## Surf et Bodyboard
Le spot de Moulay Bousselham est connu à travers le Maroc par tous les surfeurs du circuit marocain. En effet, la plage de Moulay Bousselham présente 4 spots différents :
- le spot dit « Hawaï » se trouve de l'autre rive de la lagune du village ; pour y arriver, l'emprunt d'une barque est nécessaire où 5 minutes de rame suffisent. Ce spot présente un fond d'eau riche en rochers, mais produit de belles séries de vagues durant les houles de 2 mètres ;
- le spot dit « foum al marja » ou autrement l'embouchure de la lagune en français se situe juste en face du boulevard principal du village ; il présente un courant assez important, mais produit une merveilleuse ouverture gauche qui présente un tube long de 10 secondes pour les houles à partir de 1.50 mètre ;
- le spot dit l'« oued » se trouve à la troisième piscine ; ce spot ne fonctionne parfaitement que pour les houles de 3 mètres et plus et se trouve être parfait dans ces conditions pour les bodyboarder. Contrairement à l'« foum », il produit surtout d'excellentes droites ;
- le quatrième spot se trouve à proximité de l'« oued » et présente quant à lui des vagues parfaitement surfables pour des houles à partir de 1.50 mètres ; il produit des séries de vagues qui donnent à la fois de belles droites et de parfaites gauches[6].

### Sources
- (en) Moulay Bousselham sur le site de Falling Rain Genomics, Inc.
- Article de Lematin sur Moulay Bousselham
- Article de slateafrique sur Moulay Bousselham
- Conditions de surf à Moulay Bouysselham sur Magicseaweed
- Site traitant de Moulay Bousselahm
- Article de maghress sur Moulay Bousselham
- (it) Article de sailingandtravel sur Moulay Bousselham
- (de) Article du spiegel sur Moulay Bousselham